# 칼을 품고 슬퍼하다(뮤지컬)

## 기본 정보
주최: 밀양시, 밀양문화관광재단
주관: ㈜박스미디어
공연날짜: 2025.05.22~05.24
공연장소: 영남루 밀양강변 일원 실경미디어 야외무대
예술총감독: 조이킴
원작: 이상훈(소설가)
대본: 공동극작
연출/각색: 조용수
음악:  정풍송, 최희영
안무: 최성대
미디어아트: 백지선
SNS: 인스타그램, 스레드, 페이스북, X

## 개요
2025 실경멀티미디어쇼 밀양강오딧세이 뮤지컬 《칼을 품고 슬퍼하다》는 이상훈 작가의 동명의 소설《칼을 품고 슬퍼하다》를 바탕으로 제작된 실경멀티미디어쇼

## 상세
이상훈 작가의 고향 밀양애 대한 헌사, 소설 《칼을 품고 슬퍼하다》를 원작으로 한 실경멀티미디어쇼이다.
밀양의 인물, 역사, 예술 등을 자연 경관을 담은 실경멀티미디어쇼로 전달할 예정이다.
밀양강, 영남루 등 밀양의 실경을 바탕으로 한 개방감과 웅장한 야외 무대 구성
밀양 출신의 승병 사명대사의 이야기
박시춘, 박정웅 등 밀양 출신의 작곡가의 음악 리메이크
밀양시소년소녀합창단, 춤노리영재예술단, DKU 태권도시범단 등 밀양 지역의 예술단체와 시민배우와 함께 무대
인스타그램, 페이스북과 같은 다양한 SNS를 운영중이다. 인스타그램, 스레드, 페이스북, X
2025년 2월 25일부터 3월 7일까지 배역, 앙상블, 아역, 댄서 오디션이 진행되었다. OTR밀양문화관광재단
2025년 3월 20일에 밀양아리랑아트센터 소공연장에서 제작발표회가 열렸다. 참여자는 배우 송일국, 선예 외이다.

## 기대
밀양시 ‘칼을 품고 슬퍼하다’ 밀양강오딧세이 실경멀티미디어쇼 제작 확정
고품격 문화축제의 향연 ‘밀양아리랑대축제’ 연다
밀양문화관광재단, 밀양강오딧세이 공개 오디션
밀양시, 실경 미디어아트 쇼 ‘칼을 품고 슬퍼하다’ 제작발표회
송일국, 뮤지컬 캐릭터 위해 짧은 머리로 변신

## 줄거리
가장 참혹하고 슬픈 전쟁, 임진왜란!
한 스님이 칼을 품었다!
전쟁에 대한 대비책이 전혀 없었던 나라 조선. 안일한 자기 위안에 빠진 관리들이 다스리는 나라의 백성들이 전쟁에 휘말린다. 악귀 같은 왜군들에 짓밟히는 죄 없는 민초들의 처참한 죽음을 그저 보고 있어야만 하는가. 사명은 이미 그럴 수 있는 사람이 아니었다. 신분의 귀천을 떠나 인간의 존엄을 아는 승려였기에 더 그랬다.
하지만 불살생의 교리를 가장 앞세우는 불교의 승려가 무엇을 할 수 있을까? 사명은 고뇌에 빠진다. 살생을 일삼는 무리들을 물리쳐 달라고 기도했다. 죽은 백성들의 극락왕생을 기원했다. 그리고 눈물을 머금은 채, 부처님께 용서를 구하며 칼을 들었다. 오직 백성들을 위해, 사랑하는 사람들을 위해. 사명은 이렇듯 처절하게 임진왜란의 전면에 등장한다.

## 등장인물
유정(사명대사:1522~1610) |
조국과 백성을 위해 칼을 든 승리의 승병장. 임진왜란 때 나라를 구한 승려.
"사랑할수록 내 모든 전투는 치열한 몸부림이자 수행이었소"
아랑(아랑전설) |
지키고자 하는 가치를 위해 칼을 뽑은 여인
"내가 선택한 운명을 거부하지 않으리"
도쿠가와 이에야스(1543~1616) |
조국과 백성을 위해 칼을 내려 놓은 일본 무사
"나와 후대의 신념이 될 가르침을 주소서"
허균(1569~1618) |
칼과 같은 붓을 든 조선의 유학자
"서로 다른 시대속에 살았지만 시공간을 넘어 운명처럼 우린 함께했다. 나의 조국 나의 사람"
손현 |
조국을 위하여 몸을 던지는 젊은 무사. 사명의 오른팔
이여송 |
평양성 전투에서 사명대사의 도움을 받은 명나라 장수
도요토미 히데요시 |
임진왜란을 일으킨 일본 전국시대 최후의 권력자
가토 기요마사(가등청정) |
임진왜란 당시 히데요시의 명을 받아 조선을 침략한 일본의 수장

## 시놉시스
백성을 지키기 위해 칼을 든 승려가 된 사명대사
임진왜란 후에도 그는 일본으로 건너가 외교 협상을 통해 포로를 구출하였다.
그의 사랑과 자비, 그리고 나라를 향한 헌신, 당신이 남몰래 흘린 눈물을 밀양은 알고 있다.

## 출연진
•	사명대사 - 송일국
•	아랑 - 선예
•	도쿠가와 이에야스 - 조상웅
•	허균 - 서광현
•	손현 - 김민수
•	이여송 - 김지강
•	도요토미 히데요시 - 장윤호
•	가토 기요마사 - 왕시명
•	사명대사 어머니 - 백화자[밀양시민배우]
•	밀양의 어머니 - 한오지[밀양시민배우]
•	어린 사명 - 오하율[밀양미래세대]
•	어린 아랑 - 박수빈[밀양미래세대]
•	앙상블 - 김석구, 김지산, 박관우, 박준혁, 신혜선, 윤경근, 임준혁, 조영재, 한승엽, 한예원, 밀양시민배우, 밀양미래세대

## 넘버
•	Overture
•	Intro
•	이 세상의 깨달음은 사랑
•	첫사랑
•	그때처럼
•	아랑의 정절
•	부모를 여의다
•	그대의 길
•	출가의식
•	이 길 따라 갑니다
•	칼을 품고 슬퍼하다
•	오사카 성
•	우리가 지키는 것은
•	칼을 품고 슬퍼하다 Rep.
•	날 좀 보소 (밀양 아리랑 Fantasia)
•	흐르는 강물처럼
•	돌아가는 길
•	이 세상의 깨달음은 사랑 Rep.
•	Curtain Call